# Yael Rubinstein

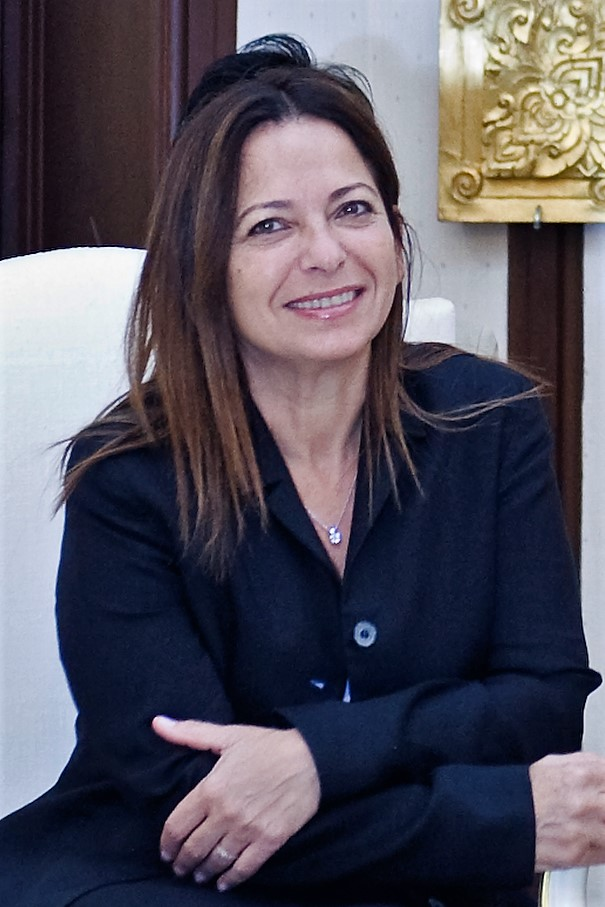
Yael Rubinstein (2009)

Yael Rubinstein (*  in Israel) ist eine israelische Diplomatin.

## Werdegang
Von 1976 bis 1977 war Rubinstein Offizierin in den Israelischen Verteidigungsstreitkräfte und 1978 Führerin bei der israelischen Gesellschaft für Naturschutz. Danach arbeitete sie zwei Jahre als Vortragsassistentin im Falk Institute und vier Jahre als Lehrassistentin an der Hebräischen Universität Jerusalem. Dem folgte von 1982 bis 1973 eine Anstellung als parlamentarische Hilfskraft in der Knesset.
1982 erhielt Rubinstein einen Bachelor für Wirtschaft und Internationale Beziehungen und 1983 einen Master in Wirtschaft von der Hebräischen Universität Jerusalem.
Seit November 1983 arbeitet Rubinstein für das israelische Außenministerium, zunächst bis Mai 1986 in der Abteilung für Personaltraining. Bis März 1989 war sie dann zweite Sekretärin in London. Im April wurde sie zur ersten Sekretärin befördert. Im August 1989 ging sie zur Wirtschaftsabteilung des Außenministeriums in Jerusalem und blieb dort bis April 1990. Von Mai 1990 bis April 1991 arbeitete Rubinstein im Büro des Senior Deputy Director General und von Juli 1991 bis August 1995 in der Abteilung Nordamerika. Dem folgte die Position als Beraterin in der Delegation Israels bei den Vereinten Nationen in New York. Von September 1997 bis August 1999 war Rubinstein in der Abteilung für Internationale Organisationen, bis August 2001 war sie Direktorin der Abteilung 3 für Wirtschaftsangelegenheiten und bis März 2003 Direktorin der Abteilung 2.
Im April 2003 war Rubinstein außerordentliche Botschafterin Israels für die Slowakei, Slowenien und Kroatien in der Abteilung Mitteleuropa des Außenministeriums Israels in Jerusalem. Von September 2005 bis September 2009 war sie dann in Bangkok Botschafterin Israels in Thailand und Kambodscha. Im August 2010 wurde Rubinstein Mitglied des National Security College und blieb bis August 2011. In dieser Zeit machte sie hier einen Abschluss und erhielt einen Master in Politikwissenschaften der Universität Haifa. Im November wurde sie politische Seniorberaterin im J5 der Streitkräfte.
Am 13. Januar 2013 wurde Rubinstein zur Botschafterin Israels in Singapur ernannt, mit zusätzlicher Zuständigkeit für Osttimor. Ihre Akkreditierung übergab Rubinstein am 25. September an Singapurs Präsident Tony Tan Keng Yam. Das Amt hatte Rubinstein bis 2017 inne.

## Auszeichnungen
- Silver Reward des Königs und der Königin von Thailand (März 2011)

## Sonstiges
Rubinstein ist verheiratet und zwei Kinder. Sie spricht Hebräisch, Englisch und etwas Französisch, Italienisch und Spanisch.